# Середземноморський, Близькосхідний і Африканський театри воєнних дій Другої світової війни
Середземноморський, Близькосхідний і Африканський театри воєнних дій Другої світової війни (1940–1945) — військові дії Другої світової війни, що відбувалися у Середземному морі, Італії, на Балканах, в Африці та на Близькому Сході.
Військові дії на цьому театрі тривали з 10 червня 1940 року, коли Італія вступила до Другої світової війни на боці Німеччини, до 2 травня 1945 року, коли війська Осі в Італії капітулювали наприкінці Другої світової війни. Війна, проте, тривала в Греції, де британські війська були направлені для надання допомоги грецьким урядовим військам на ранніх стадіях грецької громадянської війни.
У рамках зусиль зі створення італійської колоніальної імперії, Беніто Муссоліні наказав своїм військам  у жовтні 1935 року окупувати Ефіопію. Упродовж семи місяців країну було захоплено й імперія була заснована. Наступною метою Муссоліні була Албанія. У квітні 1939 року італійські війська вдерлися до країни, і впродовж п'яти днів її окупували. Бажаючи ще більше розширити свою імперію і повторити успіх Німеччини, Італія вступила до Другої світової війни маючи намір захопити території на півдні Франції, на Балканах, у Східній і Північній Африці, включаючи Суецький канал. Підписане перемир'я між Німеччиною і Францією призвело до маленьких придбань у південній Франції, в той час як після довгих бойових дій Греція була окупована.
Італійські війська у Східній Африці, було ізольовано і знищено британськими силами під час операції «Компас». Через це німецькі війська були спрямовані задля зміцнення італійської африканської армії та припинення будь-яких подальших територіальних втрат, завдяки енергійним діям Ервіна Роммеля велика частина втраченої території Італії в Північній Африці була повернута. Кампанія в Лівійській пустелі, мала на меті опанування Суецьким каналом і маршем через Близький Схід завдання удару по південній Росії. Готуючи удар по британських комунікаціях на шляху до Суецького каналу, і для перешкоди підтримки Радянському Союзу, війська Осі підтримували повстання в Іраку, через вішистські бази на Близькому Сході. Це призвело до англо-радянського вторгнення в Іран і Сирійсько-Ліванської кампанії.

## Північна Африка
11 червня 1940, наступного дня після оголошення війни Італією альянсу, почалась серія атак і контратак військ Італії та Співдружності. Найпомітнішим досягненням було захоплення британцями форту Капуццо 17 червня.
Беніто Муссоліні прагнув пов'язати Італійську Північну Африку (ІПА) з Італійською Східною Африкою (ІСА). Він також планував захопити Єгипет, Суецький канал і арабські нафтові родовища. На початку липня італійські війська перейшли в ІСА суданський кордон і змусили невеликий британський гарнізон, що охороняв залізничний вузол в Кассала відступити, а також захопили невеликий британський форт в Галлабат, містечко Метемма, а також села Геццан, Курмук і Думбод на Блакитному Нілі. Проте італійцям не вистачило палива за для продовження наступу в Судані, і вони приступили до зміцнення Кассала створюючи протитанкову оборону, кулеметні точки й опорні пункти.
8 серпня, Муссоліні наказав італійським військам у Північній Африці перейти єгипетський кордон. 13 вересня 1940, розпочався наступ, проте італійці просунутись далі ніж Сіді-Баррані не змогли. Але, вже 9 грудня розпочалась операція «Компас», яку розпочали війська альянсу, до 9 лютого альянс опанував всі загарбані італійцями терени в Єгипті і майже всю Киренаїку. Контрнаступ військ альянсу закінчився у березні битвою при Куфрі втратою італійцями оази Куфра на південному сході Лівії. Куфра була життєво важливою точкою зв'язку між ІПА та ІСА.
Усупереч бойовим діям у Лівії, війська Осі ввійшли до Греції. Генералові Арчибальду Вейвеллу було наказано зупинити його наступ проти італійської армії в Лівії та спрямувати війська до Греції.
Альянс не зміг зупинити падіння Греції перед військами осі, але й втратили ініціативу у Північній Африці, коли німецький Африканський корпус під керівництвом Ервіна Роммеля розпочав бойові дії проти військ альянсу в Лівії. Ініціативу альянсом було повернуто лише після Другої битви при Ель-Аламейнені наприкінці 1942 року.
Як раз в цей час війська США вступили у війну на боці альянсу, беручи участь у десанті в північно-західній Африці, 8 листопада 1942 року, під кодовою назвою Операція «Смолоскип».
Італійським і німецьким військам, вже під керівництвом італійського генерала Джованні Мессе, вдалося зупинити наступ військ альянсу під час Туніської кампанії, перш за все в битві на перевалі Кассерін. Африканська кампанія була закінчена перемогою військ альянсу 13 травня 1943 після прориву Маретської лінії у березні 1943 року і подальшого наступу, було захоплено майже 240 тисяч військовополонених.

## Західна Африка
Наприкінці 1940 року війська альянсу (Велика Британія і Вільна Франція), атакували вішистські війська в заморських територіях Франції в Західній Африці.
Війська альянсу було відкинуто від Дакара. Вішисти зберегли контроль над Французькою Західною Африкою до листопада 1942 року. У Габоні, союзні війська успішно захопили Габон і взяли під контроль Французьку Екваторіальну Африку.

## Східна Африка
Східноафриканська кампанія відбувалась в Східній Африці з червня 1940 року між військами альянсу (Британська імперія, Британська Співдружність націй, Бельгійські колоніальні війська, ПАР, Вільна Франція, ефіопські партизани) з одного боку, і військами Італійської імперії, з іншого. Італійські війська в Італійській Східній Африці були ізольовані від метрополії і не мали постачання. Після деякого початковому успіху у Британському Сомалі, італійці були змушені перейти до оборони. Британці перейшли в наступ на початку 1941 року і змусили капітулювати італійського віце-короля 18 травня, цього дня фактично закінчилася кампанія. Ефіопська імперія була відновлена. Ряд італійських гарнізонів продовжував триматися, останній з них, в Гондері, склав зброю у листопаді.
Мадагаскарська операція була розпочата альянсом за для захоплення контрольованого вішістами Мадагаскару і тривала з 5 травня до 6 листопада 1942 року і закінчилася перемогою альянсу.
У грудні 1942 року після 101-денної облоги британцями, Французьке Сомалі капітулювало.

## Ірак
Ірак офіційно отримав незалежність від Великої Британії в 1932 році, в рамках ряду умов, у тому числі збереження британських військових баз. Це викликало обурення в Іраку і про-німецький прем'єр-міністр Рашид Алі, взяв владу під свій контроль.
Індійські дивізії почали прибувати в Басру 18 квітня.
Існувало дві основні британські військові бази в Іраку, в Басрі і на Габбанія, на північний схід від Багдада. 30 квітня іракська армія оточила і взяла в облогу погано захищену базу Королівських військово-повітрянних сил (RAF) в Габбанія. На базі не було військових літаків, тому персоналу RAF видали легку зброю і наказали тримати оборону до підходу підкріплення з Трансйорданії. Не зважаючи на допомогу повстанцям з боку Люфтваффе, британські війська захопили Багдад, а потім і Мосул. Алі та його прибічники втекли з країни і було підписано перемир'я, відновлено на престолі Фейсала II, запроваджено про-британський уряд.

## Сирія і Ліван
Літак ВПС Німеччини (Luftwaffe) був збитий над Іраком під час наступу на Багдад. Найближча база осі були на Родосі, альянс припускав, що літак заправлявся на летовищах підконтрольних Віші у Сирії або Лівані. Це підтвердило підозри альянсу з приводу «озброєного нейтралітету» територій Віші.
Вході операції «Експортер» війська Австралії, Вільної Франції, Британії та Індії перейшли кордон з Сирію і Ліваном з Палестини на півдні, 8 червня 1941 року, і зустріли запеклий опір вішистів. Проте війська альянсу були ліпше озброєнні. Наприкінці червня і на початку липня було розпочато наступ військ Іракфорс з терену Іраку у напрямку північної і центральної Сирії. До 8 липня північний схід Сирії було захоплено і частини Іракфорс прямували вгору по річці Євфрат до Алеппо, також альянс наступав на Бейрут з півдня. Переговори про перемир'я почалися 11 липня — капітуляція була підписана 14 липня.

## Іран
Радянський Союз відчайдушно потребував постач по ленд-лізу. Постачання йшло навколо мису Нордкап до Мурманська і Архангельська, але пропускна здатність цього маршруту була обмеженою і з урахуванням дій противника. Постача була спрямована з Америки до Владивостока кораблями під Радянським прапором. Тим не менш, вельми потрібний був маршрут через Іран. Шах Ірану був пронімецьких поглядів і не дозволив відкрити цей маршрут. Отже, британські і радянські війська окупували Іран в серпні 1941 року під час операції «Співчуття». Шах був повалений і його сина короновано. Іранські нафтові родовища були захоплені і лінію постачань до Росії встановлено.

## Морські кампанії
На відміну від битви за Атлантику, яка була боротьбою за стратегічне військово-морське панування в Атлантичному океані, Битва на Середземному морі була переважно кампанію, щоб забезпечувала перевагу на окружних Середземне море теренах.
Перші значні бойові дії почалися відразу ж після вступу Італії у війну 11 червня 1940 року, в тому числі облога Мальти. За цим були морські битви, в тому числі знищення французького флоту в Мерс-ель-Кебір 3 липня 1940 і поразка італійського військово-морського флоту (Regia Marina) в битві у Таранто 11 листопада 1940.

## Балкани
Балканська кампанія була вторгненням держав Осі до Греції та Югославії під час Другої світової війни. Вона почалася з вторгнення Італії в Грецію 28 жовтня 1940 і закінчилася із захопленням Криту німецькими та італійськими військами 1 червня 1941 року.

### Греція
Наприкінці 1940 року італійці атакували Грецію з терену Албанії під час греко-італійської війни. Грецька армія не тільки зупинила італійське вторгнення, але і звільнила частину Албанії від окупаційних італійських військ. Проте навесні 1941 року німецькі та болгарські частини втрутились у конфлікт на боці Італії, розпочавши бойові дії проти Югославії і Греції.
Греки не бажали введення сухопутних військ Британської Співдружності до країни, тому що Англія не могла виставити достатньо військ, аби гарантувати перемогу. Проте греки прийняли допомогу від RAF в їхній війні з італійцями в Албанії. Приводом введення військ Співдружності до Греції, була велика кількість німецьких військ у Болгарії, з чіткими намірами до нападу на Грецію.
Німці легко здолали опір військ Британської Співдружності і Греції у материковій Греції. Провівши повітряно-десантну операцію на острів Крит, і захопивши острів німці забезпечили собі південний фланг і звернули свою увагу на Схід.

### Югославія
У квітні 1941 року німецькі, італійські, угорські та болгарські війська блискавичним ударом розгромили королівську югославську армію. Вони захопили країну за 11 днів і розкраяли її між собою, створивши клієнтські держави — Незалежна Держава Хорватія (1941—1945), Королівство Чорногорія (1941—1944), Сербія (1941-1944). Проте незабаром спалахнуло партизанське комуністичне повстання під командуванням Йосипа Броза Тіта. Більш амбівалентний рух роялістів-четників боровся як з окупантами, так і співпрацював з ними проти комуністів. Партизани кінець кінцем отримали визнання з боку Альянсу як єдиний рух опору. За допомогою СРСР і західних союзників вони перетворилися на грізну бойову силу і успішно звільнили країну.

## Узбережжя контрольовані Італією
- Франція: з червня 1940 по вересень 1943 року, Рив'єра Ментона (між Монте-Карло і італійським кордоном). З листопада 1942 по вересень 1943 року, від дельти річки Рони до Французької Рив'єри (Див. також італійське вторгнення у Францію).
- Корсика: з листопада 1942 по вересень 1943 року.
- Югославія: з квітня 1941 по вересень 1943 року, велика частина узбережжя Далмації і Чорногорії.
- Албанія: з 1939 по вересень 1943 року.
- Греція: з квітня 1941 по вересень 1943 року, все континентальне узбережжя від Епіру до Фессалії, і більшість з островів Егейського моря (на схід від Криту).
- Додеканес: острови під владою Італії з 1912 року (де-факто) по вересень 1943 року[1]
- Туніс: з листопада 1942 по травень 1943 року.
- Лівія: під владою Італії з 1911 по 1943 рік.
- Єгипет: західне узбережжя до Ель-Аламейна з червня 1940 року по листопад 1942 року.

## Гібралтар і Мальта
Гібралтар був британською фортецею з початку XVIII-го століття і зіграв важливу роль у британській військовій стратегії. На додаток до його панівного становища, Гібралтар активно захищав гавань, з якої кораблі могли прямувати як до Атлантики так і в Середземне море. З'єднання H, під командуванням віце-адмірала Джеймса Сомервілля базувалось в Гібралтарі і мало на меті збереження стратегічного балансу військово-морських сил в західній частині Середземного моря і надання ескорту конвоям на блоковану Мальту.
Острів Мальта, розташований біля узбережжя Італії, був однією з перших мішеней італійських військових. Спочатку, багато британців міркувало, що Мальту не має сенсу захищати і вона обов'язково буде завойована. Через це на острові майже не було озброєння, попри на своє стратегічне значення на морському шляху з Європи в Північну Африку: повітря острова прикривало 6 застарілих біпланів Gloster Gladiator. Острів зазнав потужних бомбардувань італійськими ВПС (Regia Aeronautica) і морської блокади. Це змусило ввести для жителів Мальти суворе нормування. На початок липня ескадрилью Gloster Gladiator було посилено 12-ма Hawker Hurricane. Блокада посилилась завдяки діям Люфтваффе. Альянс мав великі втрати: наприклад, в одному конвої на Мальту з Великої Британії, дійшло два з 115 суден. У цей час Муссоліні називав Середземне море «Mare Nostrum». Велика Британія скористалася затишшям на початку 1942 року і посилила ВПС острова 61 Supermarine Spitfire, що вельми покращило ситуацію, хоча їжі, боєприпасів і палива як і раніше критично не вистачало.
Поступово, Альянс поліпшив постачання військ і цивільного населення. Острів був гарною базою для британських субмарин, які топили кораблі осі, що призвело до дефіциту харчування, палива і зброї, з чим довелося Роммелю зіткнутися в Північній Африці.

## Додеканеська кампанія
Німеччина була вимушена вельми швидко опанувати острова Додеканес після капітуляції Італії на початку вересня 1943 року. Головний острів Родос був швидко захоплено німецькими військами, але британські гарнізони були висадженні на більшості островів у середині вересня. Німецька перевага в повітрі і відсутність підкріплень гарнізонів Альянсу призвело до капітуляції або евакуації британських гарнізонів до середини листопада.

## Італійська кампанія
Після перемоги Альянсу в Північній Африці почалося вторгнення військ Альянсу (операція «Хаскі») на Сицилію 10 липня 1943 року, морського та повітряних десантів. Німці не змогли перешкодити Альянсу захопити острів, але Осі вдалося евакуювати більшу частину своїх військ на материк, залишивши острів 17 серпня 1943 року.
Вторгнення військ Альянсу в Італію почалася, коли британські війська висадилися в Італії 3 вересня 1943 року під час операції «Бейтаун». Італійський уряд капітулював 8 вересня, але німецькі війська готові були тримати оборону без їхньої допомоги. 9 вересня американські війська висадилися в Салерно, (операції «Аваланч») і британці в Таранто (операція «Слепстик»). Хоча перетята місцевість заважала швидкому руху і була ідеальною для захисту, війська альянсу продовжували ступ на північ.
Німці підготували оборонну лінію (Зимова лінія), яка виявилася головною перешкодою на шляху військ Альянсу наприкінці 1943 року, зупинивши наступ. Десант в Анціо мав на меті прорив лінії, але не мав бажаного ефекту. Лінія була врешті-решт здолана фронтальним наступом на Монте-Кассіно навесні 1944 року, і Рим капітулював в червні.
Після падіння Риму, висадки в Нормандії і радянських досягнень на Східному фронті, італійська кампанія має другорядне значення для обох сторін. Готська лінія на північ від Риму, не була здолана до весни 1945 року.
1 травня генерал СС Карл Вольф і головнокомандувач 10-ї німецької армії генерал Генріх фон Фітингоф, підписали капітуляцію німецьких збройних сил в Італії з 2 травня.

## Вторгнення в Південну Францію
15 серпня 1944 була здійснена висадка військ альянсу між Тулоном і Каннами. Операція стала частиною дій Альянсу на середземноморському і західноєвропейському театрах воєнних дій Другої світової війни. Південна Франція була швидко звільнена від німецьких військ і з невеликими втратами для союзників. Альянс отримав порт Марсель з високою пропускною здатністю і потужну дорожню мережу, налагодили лінію постачання з Марселя через долину річки Рони, в Ельзас. Це виявилося дуже доречним восени 1944 року, коли союзники стали зазнавати труднощів з постачанням, коли 6-та, 12-та і 21-ша групи армій дісталися до кордонів Німеччини. Уряд Віші припинив своє існування. 6-та група армій забезпечила правий фланг Західного фронту.

## Післявоєнні конфлікти

### Трієст
Наприкінці Другої світової війни, а саме 1 травня 1945 року, 4-та Югославська армія разом із дев'ятим словенським корпусом увійшли до Трієсту. Німецька армія капітулювала перед військами Альянсу, які ввійшли до міста наступного дня. Югослави були змушені полишити місто за кілька днів.

### Греція
Війська Альянсу, які були відправлені до Греції в жовтні 1944 року після виведення німецьких військ були втягнуті в конфлікт із лівим EAM-ЕЛАС рухом Опору, в Афінах у грудні того ж року, конфлікт, який підготував ґрунт для Громадянської війни в Греції.